# Castello di Ashford
Il castello di Ashford (in inglese Ashford Castle) è un maniero irlandese situato nei pressi del villaggio di Cong e, sebbene quest'ultimo faccia parte della contea di Mayo, il castello è nella contea di Galway.
Il castello è costeggiato dal fiume Cong e oggi è visitabile insieme al suo parco, inoltre ospita un hotel di lusso.
Ha fatto da location per il film Un uomo tranquillo e per gli interni della serie tv Reign.

## Storia
Il castello venne eretto nel 1228 su perimetro di un vecchio monastero dopo che la famiglia anglo-normanna dei De Burgos (cognome poi anglicizzato in Burke.)  sconfissero gli O'Connor di Connaught.
Dopo oltre tre secoli, nel 1589 il castello passò nelle mani di Sir Richard Bingham, governatore di Connaught giunto in Irlanda al seguito della conquista inglese voluta dai Tudor. Bingham fece erigere una nuova ala fortificata nel perimetro delle mura.
Nel 1670 (o forse 1678) il castello venne concesso dalla Corona a Dominick Browne, barone di Oranmore e Browne e rimase tra le proprietà almeno fino all'Ottocento. Di questo periodo sono ancora oggi testimonianza le insegne della famiglia riconoscibili dall'aquila bifronte. Nel 1715 i Brown fecero erigere nel parco della tenuta un capanno di caccia in legno in stile francese.
In seguito alla grande carestia che colpì l'Irlanda e alle difficoltà economiche che insorsero, i Browne vendettero la proprietà che venne acquisita nel 1852 da Sir Benjamin Guinness il quale diede inizio ad importanti opere sulla proprietà aggiungendo due nuovi edifici in stile vittoriano e ampliando il parco che raggiunse la superficie di 26.000 acri.
In seguito alla morte di sir Benjamin, la proprietà passò al figlio Arthur Guinness che fece ulteriori aggiunte inserendo elementi neogotici e neoromanici nella struttura. Nonostante il periodo di agitazione sociale e le spinte indipendentiste, Lord Guinness viene riconosciuto come un buon proprietario terriero nella regione per l'impegno e la passione che sia lui che la moglie Olive, figlia del marchese di Bantry, dedicarono a migliorare l'economia e l'orografia del territorio, tra i vari progetti da lui finanziati Lord Guinness acquistò delle barche a vapore che facessero la spola lungo il vicino fiume Corribb e fino alla città di Galway, incrementando l'economia e il commercio della regione.
Successivamente alla morte di Guinness la proprietà passò al di lui nipote Ernest Guinness che nel 1939 la vendette a Noel Huggard. Huggard, che proveniva da una famiglia della contea di Kerry di proprietari di hotel, acquistò la dimora per farne un albergo con particolare attenzione per i soggiorni di svago e caccia.
Nel 1951 parte del parco del castello fece da sfondo per le scene all'aperto del film Un uomo tranquillo, ambientato in Irlanda e diretto da John Ford e con la partecipazione di John Wayne e Maureen O'Hara.
Nel 1970 la dimora venne acquistata da John Mulcahy che apportò ulteriori ampliamenti aggiungendo una nuova ala, un campo da golf e ridisegnando parte del parco e dei giardini, Mulcahy mantenne la proprietà fino al 1985 quando venne venduta ad una cordata di investitori irlandesi-americani che la mantennero fino al 2007, vendendola poi a Gary Barrett per 50 milioni di euro. Finì pignorata nel 2011 e poi acquistata dalla catena Red Carnation Hotels nel maggio 2013.
Nonostante i continui passaggi di proprietà e le difficoltà nella gestione del personale e dei pagamenti, l'hotel continuò a funzionare con successo, accogliendo clienti e ricevendo il premio come miglior resort in Irlanda e terzo migliore d'Europa dalla rivista Traveller, inoltre nel 2015 vinse il Virtuoso Travel Week e si classificò terzo per la classifica stilata dalla rivista statunitense. Travel+Leisure.
Tra gli ospiti della struttura si contano Giorgio V con la moglie quando era ancora Principe di Galles, John Lennon, George Harrison, Ronald Reagan, Edoardo conte del Wessex, Ted Kennedy, John Wayne, Maureen O'Hara, Brad Pitt, Robin Williams, Pierce Brosnan, Ranieri III di Monaco e Grace Kelly.
Inoltre nel 2017 il castello ha ospitato il ricevimento per il matrimonio del golfista Rory McIlroy con Erika Stoll.
Più di recente, il castello con i suoi interni d'epoca è stato ambientazione della fiction Reign.

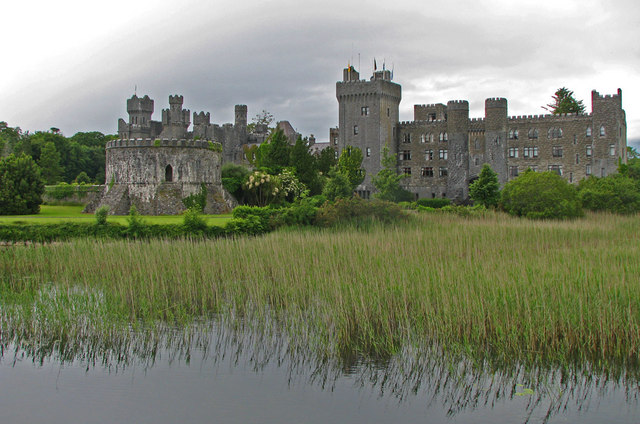
Ashford dal Lago Corribb. Sulla sinistra si riconosce il basso torrione e parte delle antiche mura perimetrali, testimonianza dell'assetto difensivo medievale del castello.

## Architettura
Il nucleo originale del castello difensivo costruito in stile normanno nel 1228 è ancora oggi visibile nell'area nordoccidentale ed in particolare per le due torri circolari chiamate Torri De Burgos. Rispetto al resto, gli edifici appaiono particolarmente spogli e si riconosce una lavorazione della pietra diversa dal resto della struttura.
Del periodo risalente alla dominazione inglese, invece, rimangono solo perimetri di mura visibili principalmente dal giardino e inglobati negli edifici più moderni dato che la maggior parte di quanto costruito da Bingham a fortificazione venne poi abbattuto per i rimaneggiamenti successivi e il cambio dello stile architettonico in voga.
Divenuto proprietà dei Browne nel XVIII secolo, la famiglia adoperò la tenuta principalmente come riserva di caccia, i Browne aggiunsero un nuovo corpo abitativo ispirato ai castelli francesi, esso è ancora presente e visibile nel centro della costruzione, facilmente riconoscibile per il tetto a quattro falde e gli abbaini, mentre all'interno in quest'ala sono ospitate la reception e la Oak Hall.

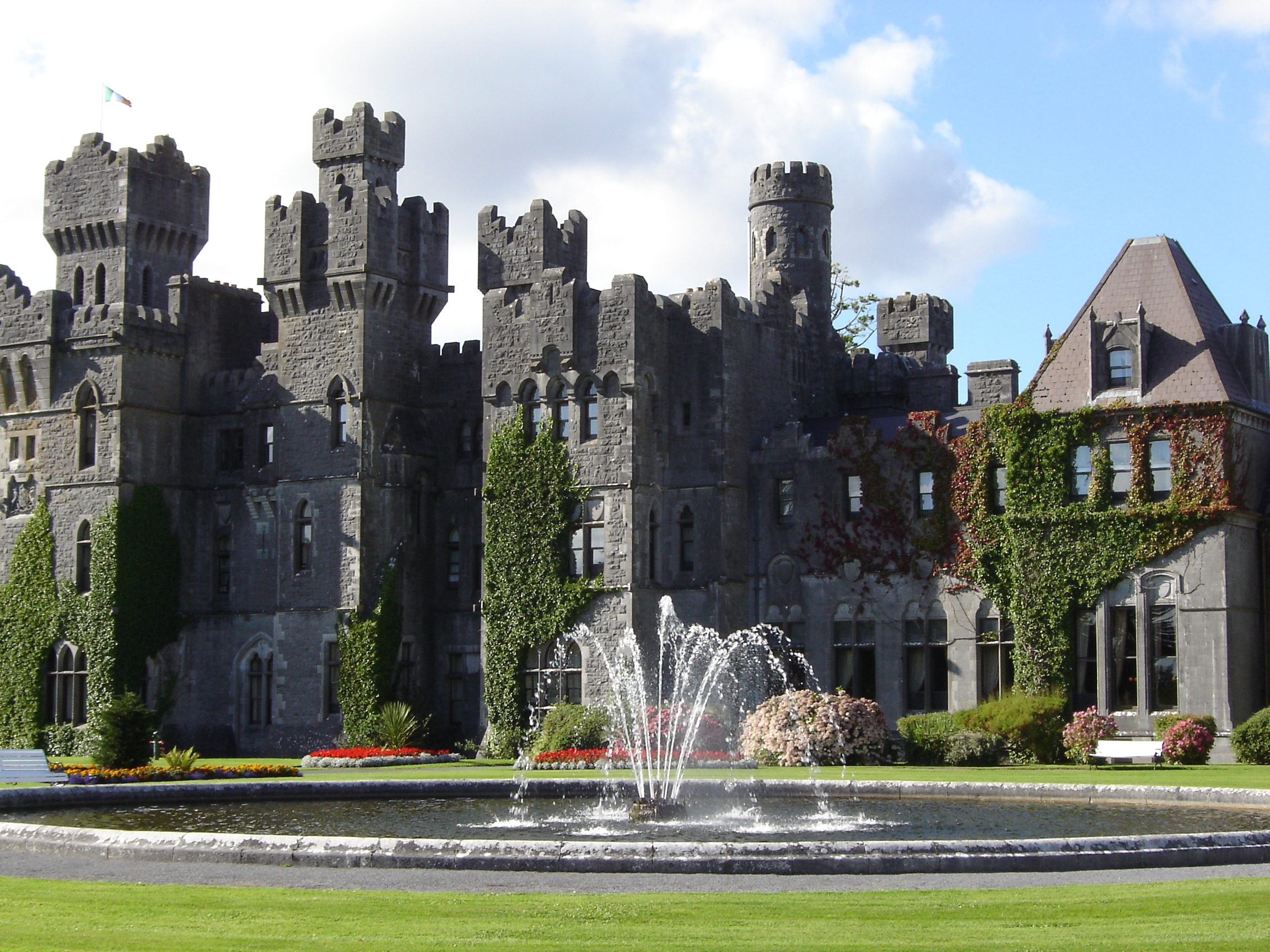
Una vista della facciata: a sinistra la nuova ala ovest costruita dalla famiglia Guinness mentre a destra l'aggiunta dei Browne riconoscibile per il tetto a quattro falde spioventi.

La famiglia Guinness aggiunse due nuove ali nella zona occidentale, questi rappresentando l'attuale ala ovest e il ristorante intitolato a Giorgio V. I nuovi edifici in stile neogotico progettati da Joseph Fuller e George Ashlin furono realizzati in stile neogotico in modo che si raccordassero ai preesistenti, per la struttura venne usata che oggi risulta visibilmente più scura rispetto al nucleo originale, oltre che riconoscibile per il quantitativo di finestre ben superiore agli edifici storici che avevano destinazione militare difensiva che minimizzava le aperture. La nuova ala ovest venne raccordata direttamente al nucleo originale normanno del castello.

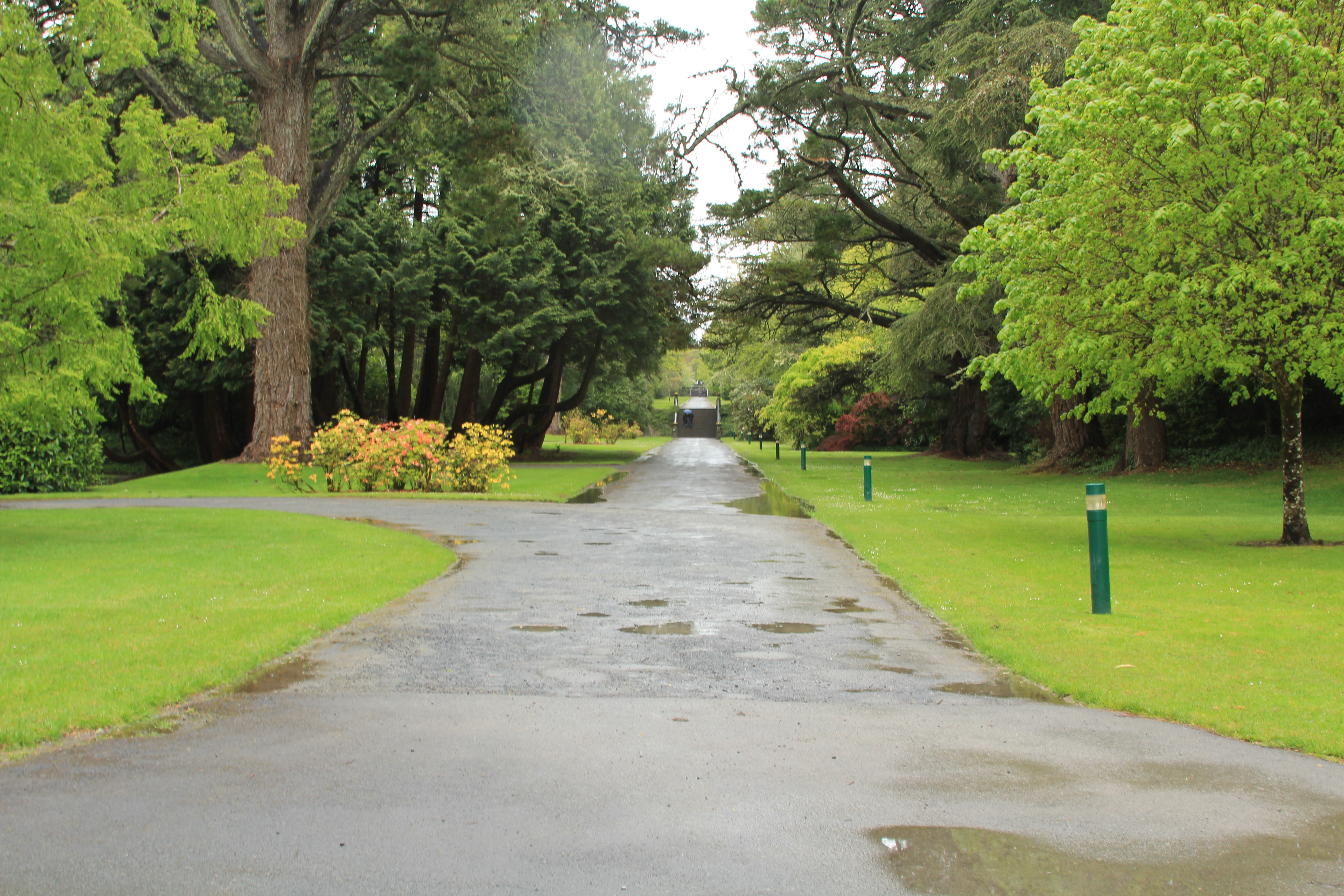
Viale del giardino

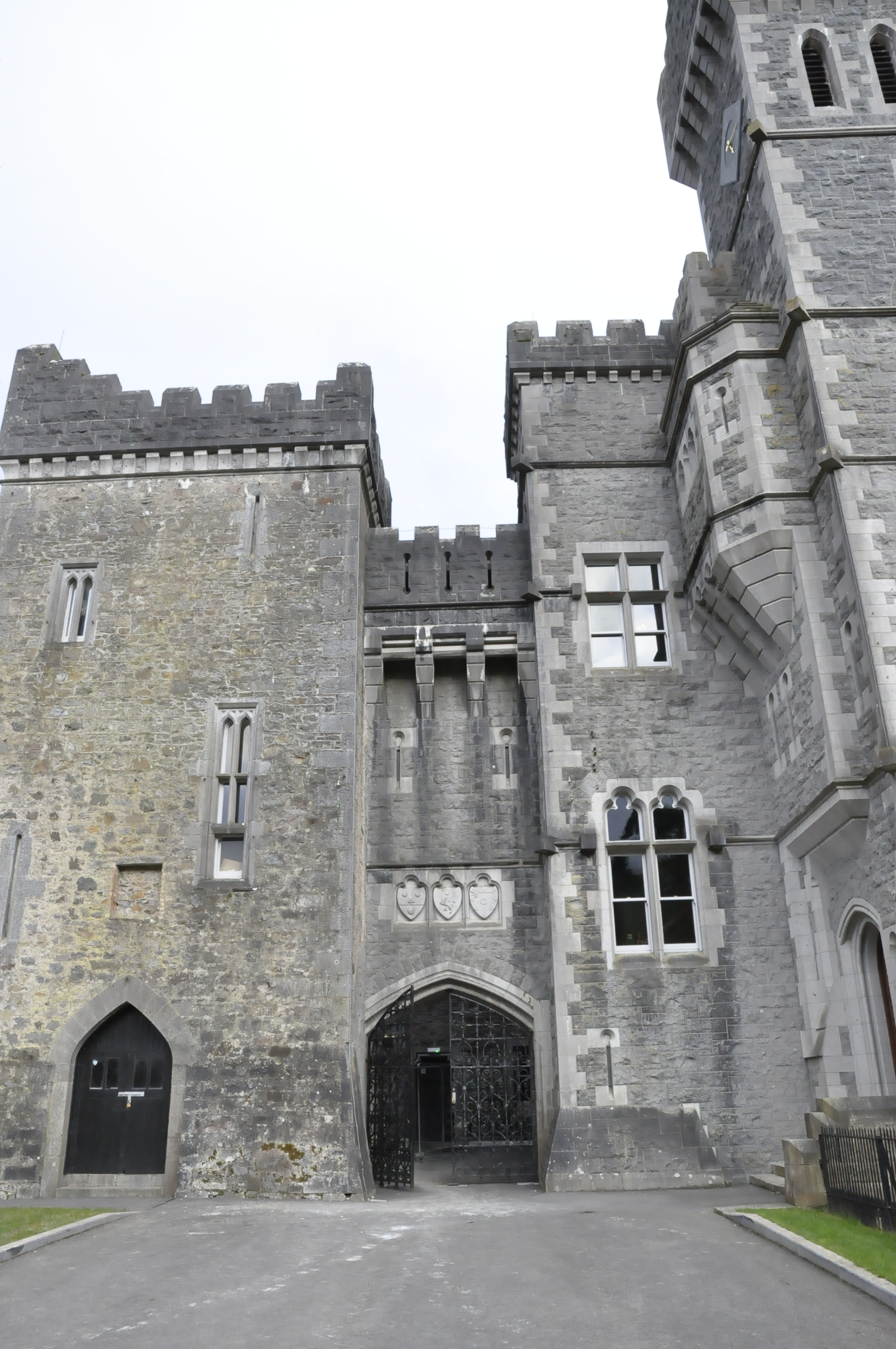
La nuova ala in stile neogotico (a destra riconoscibile per le grandi finestre) collegata all'antico nucleo normanno del castello (a sinistra).

A Lord Ardilaun si deve anche il massiccio ampliamento e sviluppo del parco, della sua disposizione e della realizzazione dei grandi viali alberati e dei sentieri ancora oggi percorribili: appassionato giardiniere e botanico, Arthur Guinness piantò ad Ashford migliaia di conifere e sempreverdi che, non essendo decidui, avrebbero conferito alla tenuta un panorama verde per tutto l'anno. Molti alberi sono ancora oggi visibili nella tenuta.
Nuovi interventi e massicce aggiunte vennero fatte da Malchay negli anni Settanta del Novecento quando comprò da Huddard, il nuovo proprietario raddoppiò le dimensioni della struttura, che nel frattempo era divenuta nota come hotel di lusso, e aggiunse quella che è oggi l'ala est (visibile alla destra dell'ingresso) e facilmente riconoscibile dall'esterno per la sfumatura gialla delle pietre utilizzate per il grande ampliamento. Di rilievo sono gli undici lampadari di cristallo voluti da Malchay e visibili ancora oggi nella sala ristorante. A lui si deve inoltre la realizzazione del campo da golf progettato da Eddie Hackett nello spazio che era originariamente la riserva dei cervi.

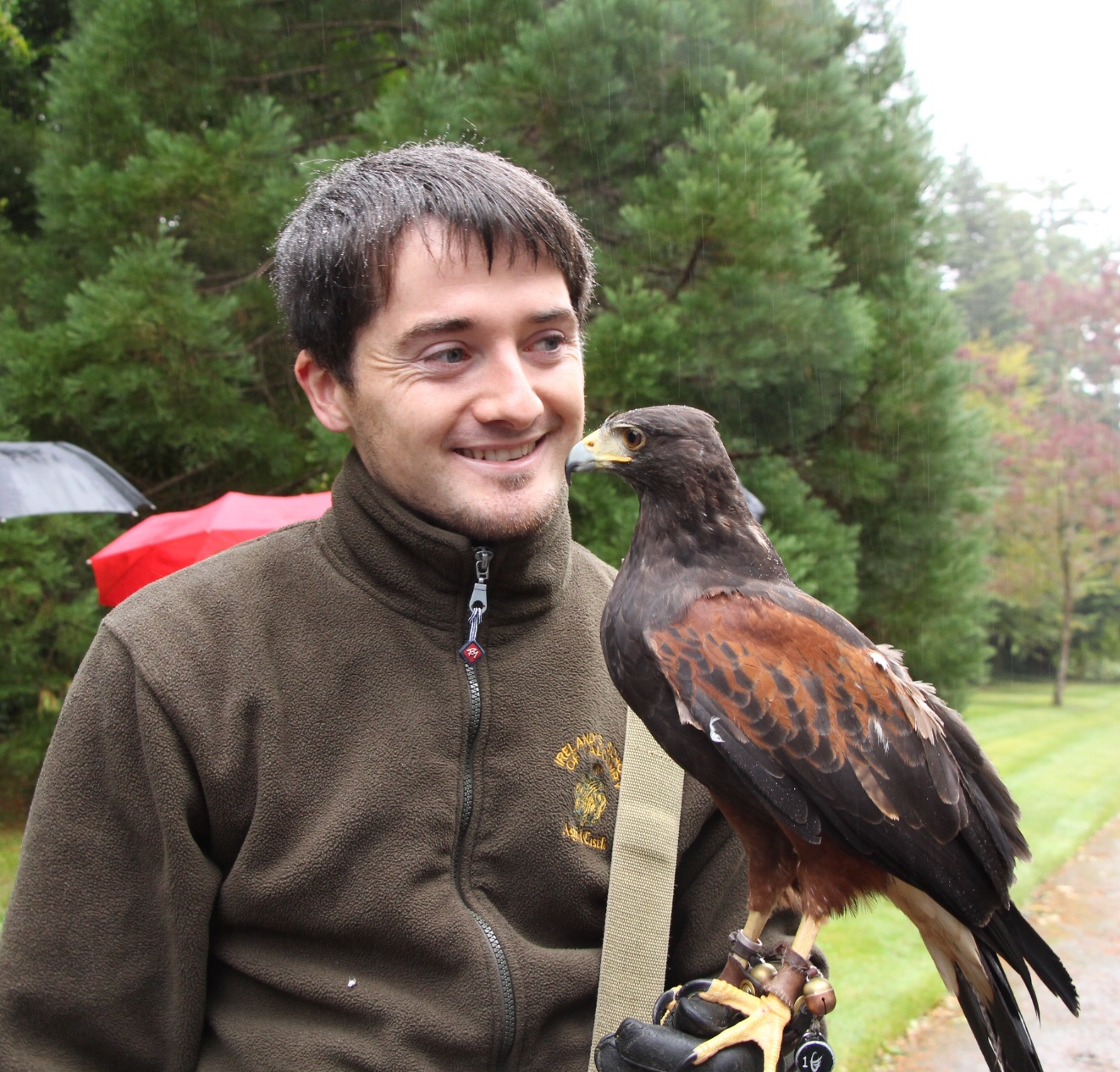
Un falconiere della scuola di falconeria del castello.

Infine negli anni Duemila la Red Carnation Hotels che acquisì la proprietà introdusse le ultime aggiunte, principalmente negli esterni con un maneggio e una scuola di equitazione, una scuola di falconeria, spa